# 烏克蘭危機
烏克蘭危機（烏克蘭語：Українська криза）是對於發生在烏克蘭的一系列示威及軍事衝突的統稱。危機以2014年烏克蘭親歐盟示威作為開端，時任總統亞努科維奇企圖凍結為實現與歐盟簽署欧盟乌克兰联合条约的準備工作。這個決定導致反對者舉行大規模抗議示威。如此的抗議示威持續幾個月之後，亞努科維奇被示威者趕下台，他逃出烏克蘭並前往俄羅斯。
亞努科維奇的支持者大多來自烏克蘭東部和南部，這些主要流行俄語的地區在他下台後發生騷亂。隨後在屬於烏克蘭的自治地區的克里米亞出現政治危機，3月18日俄羅斯趁机併吞克里米亞。其後，烏克蘭的頓涅茨克州和盧甘斯克州發生的俄罗斯支持的武装叛乱演變成之後的烏克蘭政府和親俄份子以及俄罗斯之間的戰爭。
2021年起，俄罗斯軍隊開始朝乌克兰边界集結，期間充斥着全面开战传言。欧盟、北约所支持的乌克兰与俄罗斯（也包括其扶持的頓涅茨克人民共和國、卢甘斯克人民共和国）剑拔弩张。局勢持續至2022年2月24日，當天清晨俄羅斯正式入侵烏克蘭。
危機嚴重影響國際經濟，俄羅斯被國際長期制裁，戰爭雙方的經濟正在萎縮。戰爭發生後，俄羅斯和北約、歐盟之間的衝突被放在枱面上。

## 背景

### 廣場革命與亞努科維奇下台
烏克蘭親歐盟示威運動是烏克蘭親歐洲派在基輔展開的反政府示威，2013年11月21日開始，至2014年2月國會投票通過解除總統亞努科維奇職務後結束。主要起因是烏克蘭總統亞努科維奇中止和歐洲聯盟簽署政治和自由貿易協議，而強化和俄羅斯的關係。另外，總統亞努科維奇2014年1月17日簽署新法，禁止幾乎所有形式的抗議活動，而再度引發民怨。因此，抗議群眾要求政府和歐盟簽署協議、亞努科維奇下台、提前舉行選舉。示威造成至少77人死亡，600多人受傷。
最終亞努科維奇在2014年2月22日前往俄羅斯，最高拉達議長亞歷山大·圖奇諾夫代理總統一職，2月24日被烏克蘭警方通緝。

## 戰爭

### 俄羅斯併吞克里米亞
2014年3月俄羅斯聯邦吞并克里米亞，建立了克里米亞聯邦管區，下設兩個聯邦主體——克里米亞共和國和塞瓦斯托波。

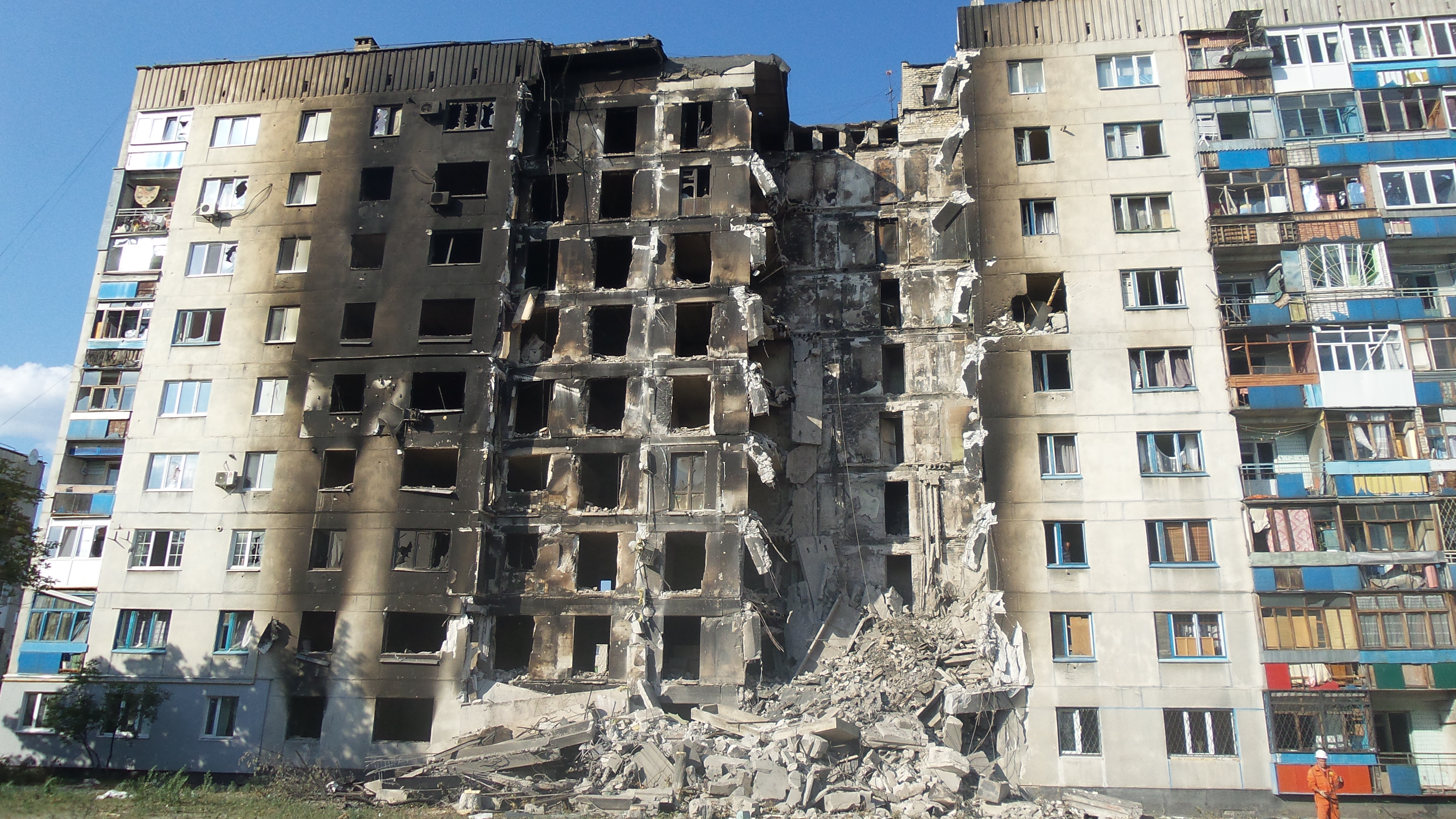
在利西昌斯克一幢受損毀的大廈，2014年8月4日

### 親俄動亂及頓巴斯戰爭
從2014年3月初開始，在烏克蘭的頓涅茨克州和盧甘斯克州（通常合稱為頓巴斯），親俄羅斯和反政府組織不斷發起示威活動，這是2014年烏克蘭革命和親歐盟示威運動所引發的結果。隨著俄羅斯聯邦吞併克里米亞，這些示威活動變成了整個烏克蘭南部和東部親俄羅斯抗議活動的一部分，隨後升級成為自行宣布為頓涅茨克人民共和國及盧甘斯克人民共和國（DPR及LPR）的分裂勢力，以及乌克兰政府之間的武裝衝突。在八月間最高領導權異動之前，分裂主義者主要由俄羅斯公民領導。依據媒體報導，俄羅斯準軍人佔全體戰士比例從15％提昇到80％。
據報導在8月22日至25日期間，俄羅斯火砲、人員，以及所謂的“人道主義車隊”，已經越過邊界進入烏克蘭領土，而沒有經過烏克蘭政府的許可。據報導越界行為除了發生在親俄勢力控制地區外，也發生在非他們控制的地區，例如頓涅茨克州東南部靠近新亞速斯克一帶。
這些事件伴隨者一些過去一個月裡由俄方境內向烏克蘭陣地進行砲擊的報導。烏克蘭國家安全局負責人瓦倫廷·納里瓦伊成科表示8月22日的事件是“俄羅斯直接入侵烏克蘭”。西方和烏克蘭官員也形容這些事件為俄羅斯對烏克蘭的“隱形入侵”。由於這個原因，DPR和LPR叛亂分子收復了先前被政府軍攻擊而失去的大部分領土。2014年9月5日，簽署了一項停火協議，稱為《明斯克協議》。違反停火的情況很常見。在停火期間，叛軍和烏克蘭政府軍之間的邊界暫時凍結，然而叛軍控制區內形成軍閥割據的局面，導致進一步的不穩定。2015年1月，停火徹底崩潰。激烈的戰鬥重啟，並迅速遍及整個衝突區，包括頓涅茨克國際機場和傑巴利采韋。2月12日，簽署了一項新的停火協議，稱為《新明斯克協議》。

### 俄羅斯入侵烏克蘭
2021年3月起開始，俄羅斯三次朝俄烏邊境集結軍隊，要求北約裁減東歐駐軍並且停止向東擴張，但最終被拒絕，同時俄羅斯普京當局被外界懷疑是否有入侵企圖，引發危機。在2022年2月21日，俄羅斯正式承認烏克蘭東部兩個兩個分離主義地區（頓涅茨克人民共和國、盧甘斯克人民共和國），同日俄軍開始越過邊境進入親俄叛軍控制區域。
2022年2月24日凌晨5時許，俄羅斯總統普京發表電視講話，宣布進行「特殊軍事行動」以去納粹化，並於6時開始入侵烏克蘭。

## 選舉
在危機期間，全烏克蘭的多重選舉依然舉行。自亞努科維奇總統被趕下台後所舉行的第一次選舉是5月25日的總統選舉，使得彼得·波羅申科當選為烏克蘭總統。由於親俄羅斯分離主義武裝分子的暴力威脅，在頓巴斯地區只有20％的投票站是開放的。該地區2,430個規劃的投票站中，只有426個維持開放投票。
由於頓巴斯戰爭繼續進行，烏克蘭革命後第一次的國會選舉於2014年10月26日舉行。，分裂主義者在他們控制的地區再一次阻礙投票。2014年11月2日，他們舉行自己的選舉，然而在國際上未獲西方國家承認，而且此舉也違反了《明斯克協議》的和平進程。

## 危機的影響
乌克兰危机對國內和國際都產生很多的影響。依據世界銀行在2014年10月的估計，烏克蘭經濟在2014年因此危機影響而衰減了8％。西方國家對俄羅斯實施經濟制裁以及俄乌战争造成俄羅斯盧布的嚴重貶值，並導致俄羅斯金融危機。
頓巴斯戰爭在烏克蘭引起了煤炭短缺，因為頓巴斯地區一直為全國各地發電站所需煤炭的主要供應地。此外，札波羅結核電廠因發生一項事故，被迫關閉其核反應堆之一。這兩個問題的同時發生，導致整個烏克蘭在2014年12月間輪流停電。俄罗斯八大工业国组织成员国的身份也在2014年被冻结。
在2022年全面入侵開始，全球經濟遭受打擊，部分原物料價格上升及短缺。美國消費者物價指數（CPI）屢創新高，5月CPI環比上漲1%，同比上漲8.6%，創40年新高。經濟合作暨發展組織將二十大國的通脹預測上調，2022年達8.2%，2023年則會達到6.6%。經合組織指俄烏戰爭以及新冠疫情的持續影響，削弱了經濟增長。
此外，由於烏克蘭危機，在土耳其興建一條年流量630億立方米（bcm）的新管道已被提出，用來將天然氣傳輸到歐洲，完全繞過了俄羅斯天然氣運輸的傳統樞紐烏克蘭。
戰爭期間曾經有飛機被意外擊毀，2014年7月17日，馬來西亞航空17號班機從阿姆斯特丹史基浦機場飛往馬來西亞吉隆坡國際機場期間，途經頓涅茨克境內時被俄軍擊落，事件中無人生還。
東歐的地緣政治局勢在危機的陰影下持續惡化，芬蘭及瑞典先後以俄羅斯可能入侵為由快速加入北約。北約軍事委員會主席罗布·鲍尔，向媒體稱北約正面臨俄羅斯的威脅，衝突是否會爆發，取決於俄羅斯的選擇。